# Шанлиурфа (провінція)
Шанлиурфа (тур. Şanliurfa) — провінція в Туреччині, розташована на сході країни. Столиця — місто Шанлиурфа (населення 483 750 жителів відповідно до даних на 2008 рік). У 1983 році до назви міста та провінції Урфа була додана приставка Шанли (славетний) на честь участі у війні за незалежність Туреччини.
Населення провінції становить 1 523 099 жителів (дані на 2007 рік). Провінція складається з 11 районів.

## Географія
Провінція Шанлиурфа межує з провінцією Мардін на сході, Діярбакир на північному сході, Ґазіантеп на заході і на півночі з Адияман, з Сирією на півдні.

## Адміністративний поділ

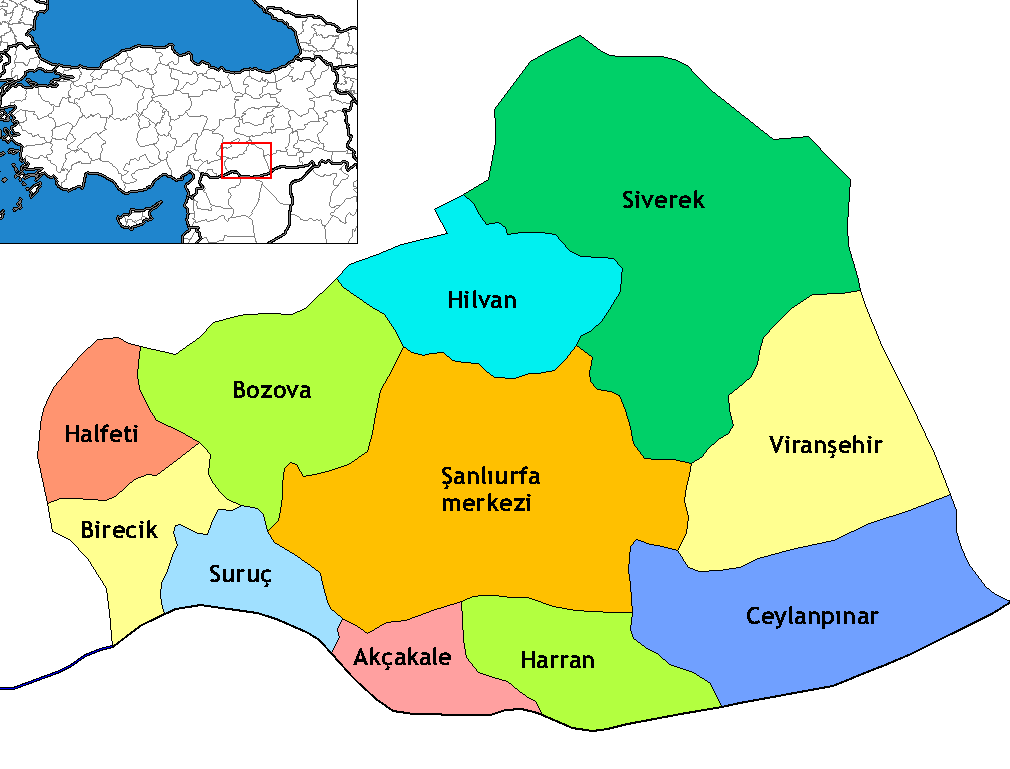

Провінція розділена на 11 районів:
1. Акчакале (Akçakale)
2. Біреджик (Birecik)
3. Бозова (Bozova)
4. Джейланпинар (Ceylanpınar)
5. Халфеті (Halfeti)
6. Харан (Harran)
7. Хільван (Hilvan)
8. Шанлиурфа (Şanlıurfa)
9. Сіверек (Siverek)
10. Суруч (Suruç)
11. Віраншехір (Viranşehir)

## Пам'ятки
Провінція Шанлиурфа займає важливе місце серед туристичних центрів, своєю природою, архітектурними та історичними спорудами.
Адміністративний центр провінції, Шанлиурфа, є одним з найважливіших історичних і культурних міст Анатолії. Це місце — одне з найдавніших людських поселень, йому більше 9000 років тому. В історичних джерелах його називають також «Едеса». У цьому місті народився пророк Авраам, тут жили Айюб (див. Ейюпнебі) та Ісус Христос.

### Долина Харан і античне місто
Античний місто Харан розташований за 44 км на південний схід від міста Шанлиурфа. Історик Ібн Шеддад в XIII столітті писав, що пророк Авраам прожив у цьому місті кілька років до того як перейти до Палестини. У зв'язку з цим це місто вважається містом пророка Авраама.
Місто Харан також вважався священним містом сабеїзму.
Тут же розташовані дамби імені Ататюрка.

### Стоянка Гебеклі-Тепе
Німецький журнал «Der Spiegel» в 2006 році опублікував статтю, в якій говориться, що руїни Едемського саду, з якого були вигнані Адам і Єва, знаходяться в південно-східній турецькій провінції Шанлиурфа на пагорбі Гебеклі-Тепе.
У Гебеклі-Тепе виявлені сліди напису, зробленого 11000 років тому. Ймовірно, перші люди полювали на території Туреччини, Сирії, Іраку та Ірану, а потім осіли в Гебеклі-Тепе і почали обробляти тут землю. Це підтверджують і знайдені раніше залишки храмів.

### Озеро Балик
Шанлиурфа (Урфу) називають містом п'яти пророків, в античні часи вона була відома як Едеса, а згідно османських мусульманських традицій Урфа — це і є біблійний Ур.
Вважається, що саме тут народився пророк Авраам (у мусульман — пророк Ібрагім), і саме тому в Урфу стікається величезна кількість паломників з усього мусульманського світу.
За переказами, Авраам народився в часи жорстокого правителя Німрода, який наказав убити всіх дітей, що народилися в той рік. Мати народила його в печері, і він ховався там до десяти років. Потім Авраам покинув печеру і прийшов в будинок свого батька; після цього він почав боротися проти Німрода та ідолів в місцевому храмі. Коли Авраам почав ламати ідолів на шматки, Німрод велів схопити його і привести в свій замок на пагорбі і скинути вниз у вогнище. Однак за наказом Бога «О, вогонь, стань для Авраама прохолодним і дружнім!» Вогонь перетворився на воду, а розпечене вугілля — в риб.
Карпи, що мешкають в озері, вважаються святими, а рибна ловля тут заборонена. Тут же знаходиться мечеть святого Авраама і печера, де він народився.

### Фортеця Шанлиурфа
На південь від озера Балик розташована фортеця Шанлиурфа на південному схилі гори Дамладжик Халіл. Східна, західна і південна частина міста оточені глибоким захисним ровом, пробитим у скелі. У північній частині замку розташовані круті скелі.
В рамках проекту археологічних розкопок у містечку Халеплібахче в околицях Шанлиурфа були знайдені мозаїки із зображеннями амазонок, діви яка посміхається, рябчиків, левів, зображень природи.
- Велика мечеть Урфа;
- Мечеті: Халілюр Рахман Султан Хазан падишах (Токдемир), Бейлербеї, Кадиоглу та Різваніє, Акджамі (мечеть Німетуллаха);
- Заїжджий двір Мевлахане;
- Караван-сарай Гюмрюк Хани;
- Печери Киркмагаралар;
- Місця для відпочинку в лісі Гельпінар, Суматар;
- Міський музей Шанлиурфа.
- Руїни еллінського міста Зойгма

## Знамениті земляки
- Святий Олексій (кінець IV — початок V століття) — християнський святий, аскет
- Бардесан (154–225) — гностик
- Абдулла Оджалан (1949) — лідер Робітничої партії Курдистану
- Фома Канський
- Юсуф Набі (1642–1712) — османський поет

| Туреччина | Це незавершена стаття з географії Туреччини. Ви можете допомогти проєкту, виправивши або дописавши її. |